# Antonio Sala (allenatore di calcio)
Antonio Sala (Saronno, 2 gennaio 1956) è un allenatore di calcio italiano.

## Carriera
Ha iniziato la carriera da allenatore al Saronno, con cui ha vinto un Campionato Interregionale nella stagione 1988-1989. Pochi anni più tardi ha vinto il campionato di Serie D con il Voghera, portandolo poi per due anni consecutivi a due sesti posti in Serie C2. Il salto in Serie C1 arriva l'anno seguente con il Castel di Sangro, portato a una salvezza. Col Siena ha conquistato una promozione in B (nella stagione 1999-2000) e una salvezza nella serie cadetta l'anno successivo.
L'esperienza col Cagliari ha breve termine, solo poche giornate di campionato prima che il presidente Cellino lo sollevi dall'incarico. Dopo una travagliata esperienza a Cosenza in B e a Reggio Emilia in C1, conquista i playoff di Serie C2 col Monza, perdendo poi la semifinale. Dopo una breve parentesi in B con la Ternana dove viene esonerato, approda alla Pro Sesto dove il primo anno ottiene una salvezza in C1 ai play-out, subentrato a stagione in corso, mentre il secondo anno ottiene una salvezza a metà classifica. Il terzo anno non evita i play-out e viene esonerato a poche giornate dal termine.
Nel 2012 dopo tre anni di inattività è diventato l'allenatore del Renate, squadra di Lega Pro Seconda Divisione. Il 12 maggio 2013 viene esonerato a causa della mancanza di fiducia della società dovuta a alcuni accordi per la stagione successiva tra lui e il Mantova. L'8 settembre 2013 viene sollevato dall'incarico e richiamato due giornate più tardi; viene nuovamente esonerato il 10 novembre, con la squadra che ha ottenuto complessivamente 2 vittorie in 12 giornate di campionato.
Attualmente è un'opinionista calcistico presso gli studi di Mediapason.

## Palmarès

### Allenatore

#### Competizioni nazionali
- Campionato Interregionale: 1

Saronno: 1989-1990
- Campionato Nazionale Dilettanti: 1

Voghera: 1995-1996
- Serie C1: 1

Siena: 1999-2000
- Supercoppa di Lega di Serie C: 1

Siena: 2000